# Guiraut d'Espanha
Guiraut d'Espanha (Guiraut d'Espanha, de Tolosa) (fl....1245-1265 ...) fou un trobador occità. Se'n conserven setze composicions.

## Vida i obra
No es tenen dades en fonts d'arxiu d'aquest autor ni tampoc se'n conserva una vida. Contra el que es podria suposar pel seu nom, fou originari de Tolosa i no pas hispànic (Guiraut d'Espanha de Tholoza: així l'anomena el cançoner C; a més, Espanha és un cognom freqüent a Tolosa) .
Diverses de les seves composicions s'adrecen a Na Berengueira, nom amb què designa Beatriu de Provença, esposa de Carles d'Anjou des de 1246 i que era filla de Ramon Berenguer V de Provença; d'aquí el sobrenom. Això permet datar la producció del trobador. Moltes de les seves composicions són de gèneres que eren originàriament gèneres ballables (danses, balades); la pastorel·la té també forma de dansa, encara que sigui una pastorel·la pel seu contingut.

### Obra
- (244,1)[1] Dona, si tot no·us es preza (dansa)
- (244,1a) Ben volgra, s'esser poges (dansa conservada amb música en el cançoner W; però Riquer dubta de l'atribució d'aquesta peça a Guiraut d'Espanha[2])
- (244,2) Gen m'ausi midons, e si·ll plazia (dansa)
- (244,3) Ges ancara na Cors-Car (dansa)
- (244,4) Lo fis cors qu'ie·us ai m'ausi, dona gaia (baladeta)
- (244,5) Na Ses-Merce, e per que m'etz tan cara (dansa)
- (244,6) Non puesc plus sofrir (dansa)
- (244,7) Novel' amor que tant m'agreia (balada; amb música conservada al cançoner E)
- (244,8) Per amor soi gai (dansa pastorel·la)
- (244,9) Pus era suy ab senhor (cançó)
- (244,10) Pos ses par soi en amar (dansa)
- (244,11) Qui en pascor no chanta no·m par gays (cançó)
- (244,12) Sa gaia semblansa (dansa)
- (244,13) S'ieu en pascor non chantava (cançó)
- (244,14) Si la bella que·m plai no·m plai (dansa)
- (244,15) Si·l dous iois d'amor (dansa)
- (244,16) Si n·m secor dona gaire (dansa)

### Repertoris
- Alfred Pillet / Henry Carstens, Bibliographie der Troubadours von Dr. Alfred Pillet […] ergänzt, weitergeführt und herausgegeben von Dr. Henry Carstens. Halle : Niemeyer, 1933 [Guiraut d'Espanha és el número PC 244]